# Bungo Yoshida
Pour les articles homonymes, voir Yoshida.
Bungo Yoshida 吉田 文吾 (Yoshida Bungo) (né le 3 mai 1934 et mort le 16 janvier 2008 à Osaka, Japon) est un marionnettiste japonais qui créa un nouveau public pour une forme traditionnelle de marionnettes, le bunraku, en le combinant avec une musique rock.
Né Teruo Takahashi en 1934, Yoshida est initié au théâtre bunraku comme disciple de Tamagoro Yoshida II en 1951, changeant son nom en Kotama Yoshida. Durant vingt ans, il joua surtout des rôles féminins avant de changer pour des rôles davantage masculins en dans les années 1970. Constatant un public de plus en plus nombreux et une faible demande de jeunes pour cet art ancestral du bunraku, Yoshida combine cet art ancien avec son amour de la musique rock, la première fois en 1980 dans une adaptation de Sonezaki Shinjū, avec une musique écrite et jouée par le groupe rock japonais Ryudo Uzaki, et quelquefois avec un orchestre réel.
Il épouse l'essayiste américaine Edith Hanson. Yoshida meurt chez lui à Osaka le 16 janvier 2008 d'un cancer du foie.